# Šumavská ovce
Šumavská ovce, též šumavka, je původní české plemeno ovce domácí. Oblastí chovu je především Šumava, v malém počtu se objevuje i v Bavorsku. Je to české národní plemeno, je zařazená do programu uchování genetických zdrojů, je součástí genové rezervy a je zahrnuta do světového genofondu ohrožených plemen hospodářských zvířat.
Plemeno vychází z původních selských ovcí. Šumavské selské ovce byly regenerovány s plemeny cheviot a texel, východofrískou ovcí a sovětskou cigájou. Oficiálně byla šumavská ovce uznána v roce 1986, mezi genové zdroje patří od roku 1992.
Je to ovce středního tělesného rámce, s harmonickou stavbou těla a mírným klabonosem. Berani jsou obvykle rohatí, bahnice jsou většinou bezrohé. Kůže je bílá, rouno je bílé, polouzavřené, vlna je smíšená, bílé barvy, polojemná až polohrubá, sortimentu C/D.
Šumavská ovce je plemeno kombinované, s trojstrannou užitkovostí:
- vlna dorůstá délky 15-20 cm, roční produkce vlny činí u bahnic 3,0-3,5 kg, u beranů 4,0-5,5 kg
- průměrná mléčná užitkovost je 100-120 kg mléka za rok
- plodnost je 140-150 %, živá hmotnost jehňat ve 100 dnech věku je 25-30 kg, denní přírůstek činí průměrně 220-250 g

Výkrm jehňat končí v pěti měsících věku. Šumavská ovce je polorané plemeno, bahnice se poprvé zapouštějí až po jednom roce věku. Vyznačuje se konstitucí a je vhodná k chovu v podhorských a horských oblastech s vysokými srážkami a to především extenzivním způsobem, na volné pastvě.